# San José (Tumbes)
San José es un caserío peruano ubicado en el distrito de La Cruz, perteneciente a la provincia y el departamento de Tumbes, al norte del Perú. 

## Ubicación
San José se ubica al noroeste de la provincia de Tumbes, en el distrito de La Cruz, en el departamento de Tumbes.

## Demografía
En 2017 San José tenía una población de 174 habitantes.
| Gráfica de evolución demográfica de San José entre 1993 y 2017 |
|                                                                |
| Fuentes: Población 1993 y 2017                                 |